# Загребський електричний трамвай

Загребський електричний трамвай (хорв. Zagrebački električni tramvaj, скорочено — ZET) — господарське товариство у безпосередній власності міста Загреб, що відповідає за організацію перевезень пасажирів у громадському транспорті Загреба та частині Загребського округу (на території міст Запрешич, Велика Гориця та навколишніх громад). Перевезення пасажирів «ZET» здійснює трамваями, класичними і зчленованими автобусами, мікроавтобусами різних виробників і модифікацій та фунікулером, а до середини 2007 року — і колишньою канатною дорогою (з 2022 року експлуатує новозбудовану). «ZET» також організовує перевезення школярів та перевозить людей з обмеженими можливостями у спеціально обладнаних універсалах, а також перевозить туристів туристичними автобусами під час оглядових екскурсій по місту. Перевезення здійснюються виключно в літні місяці, спеціально переобладнаними і прилаштованими до потреб туристів автобусами із вбудованим віртуальним гідом вісьмома мовами.

## Історія
- 1890 — запущено фунікулер
- 1891 — запущено перший кінний трамвай
- 1910 — заснування «ZET»
- 1910 — електрифікація трамвайної системи
- 1931 — об'єднання з раніше заснованим автобусним сполученням
- 1951 — запущено трамвай TMK 101
- 1963 — введено в дію канатну дорогу «Слєме» (хорв. Sljeme) на вершину Медведниці (нині будується нова)
- 2005 — введено в експлуатацію трамвай із низькою підлогою TMK 2200

## Маршрути
Перевезення «ZET» здійснює на 171 маршруті, з яких:
- 15 денних трамвайних маршрутів
- 4 нічні трамвайні маршрути
- 160 міських автобусних маршрутів
- 2 нерегулярні міські маршрути
- 32 приміські автобусні маршрути
- 4 нічні автобусні маршрути
- 1 маршрут фунікулера
- 1 канатна дорога (будується)

## Рухомий склад
Парк транспортних засобів «ZET» складається з 743 одиниць, із яких:
- 438 автобусів, середній вік яких 8 років
- 277 трамваїв, із них 142 з низькою підлогою
- 29 транспортних засобів для перевезення людей з обмеженими можливостями
- 28 автобусів для перевезення школярів
- 2 фунікулери
- туристичний трамвай
- 3 туристичні панорамні автобуси
- 2 екскурсійні міні-потяги

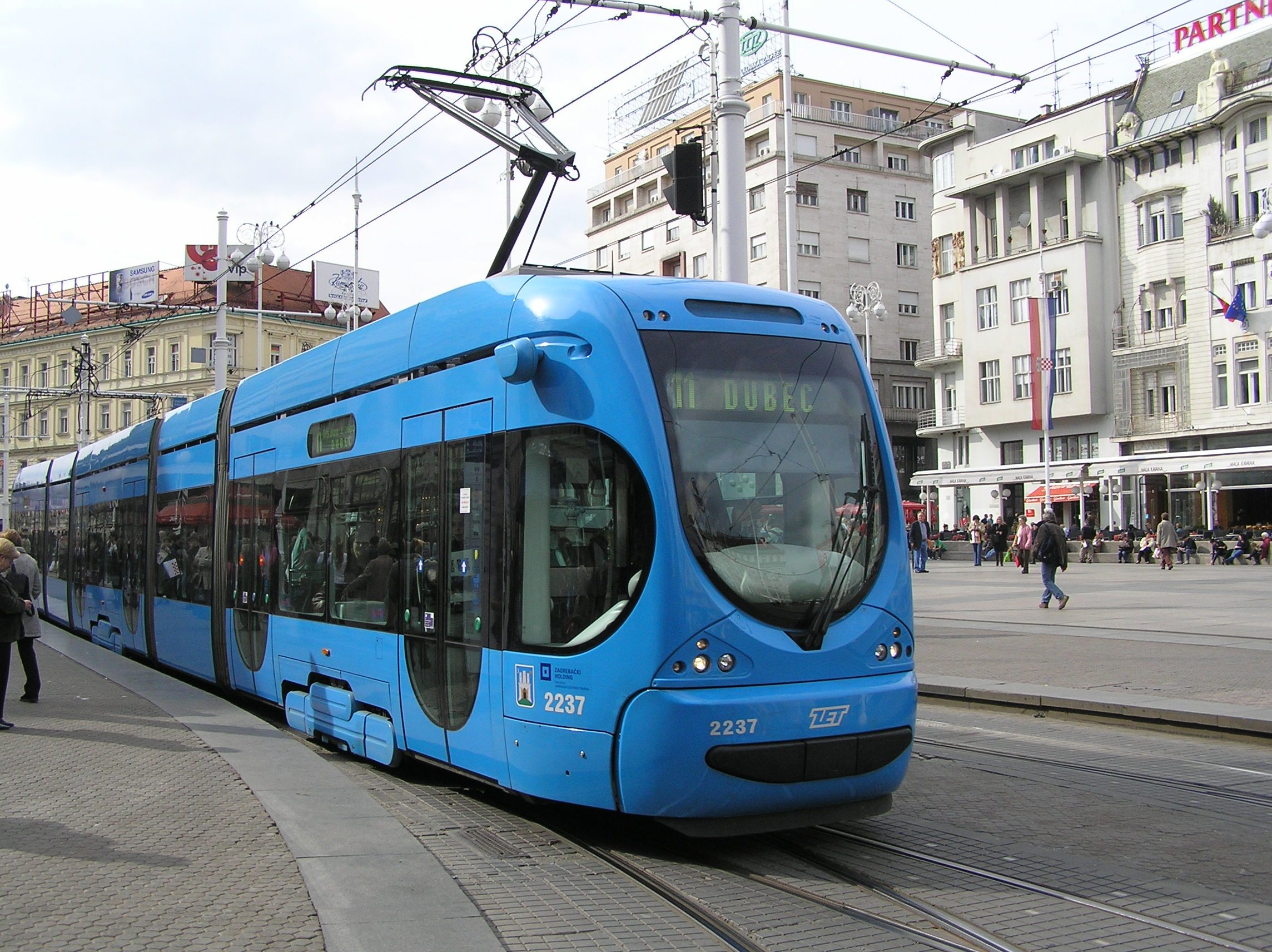
Трамвай «TMK 2200»
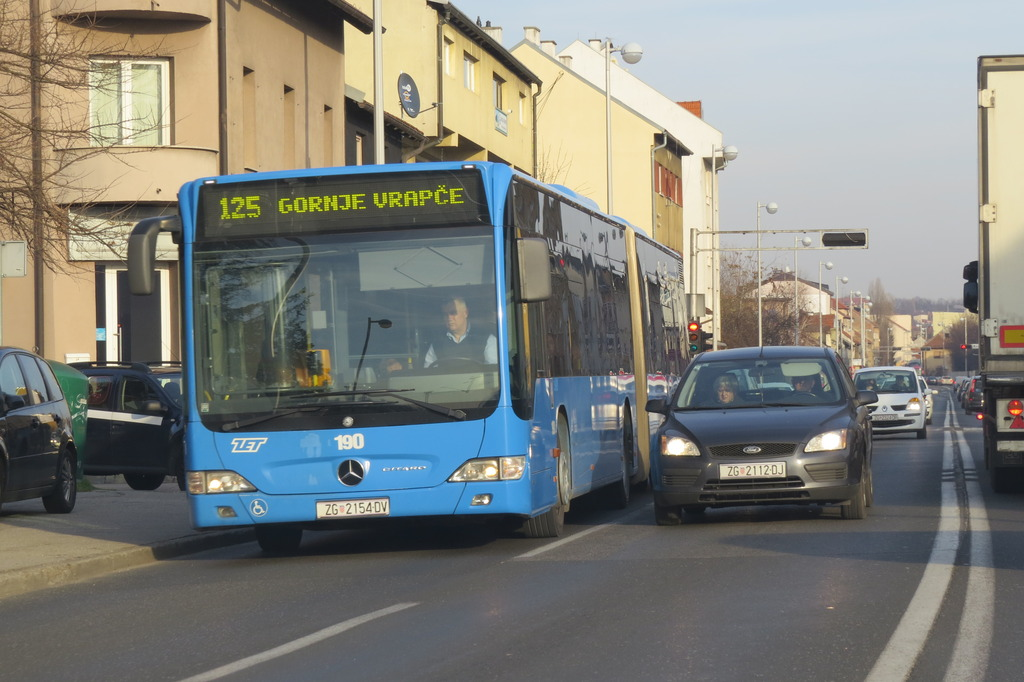
Mercedes Citaro G
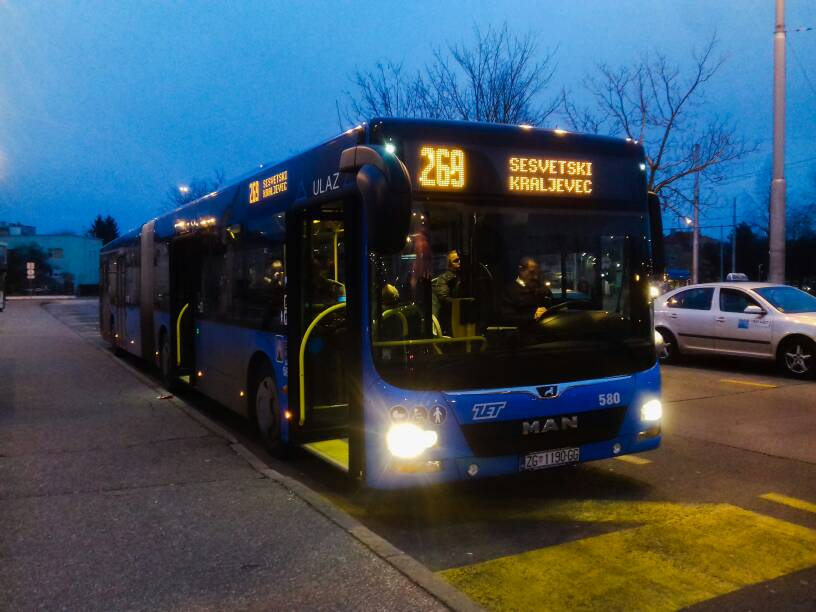
MAN Lion's City G
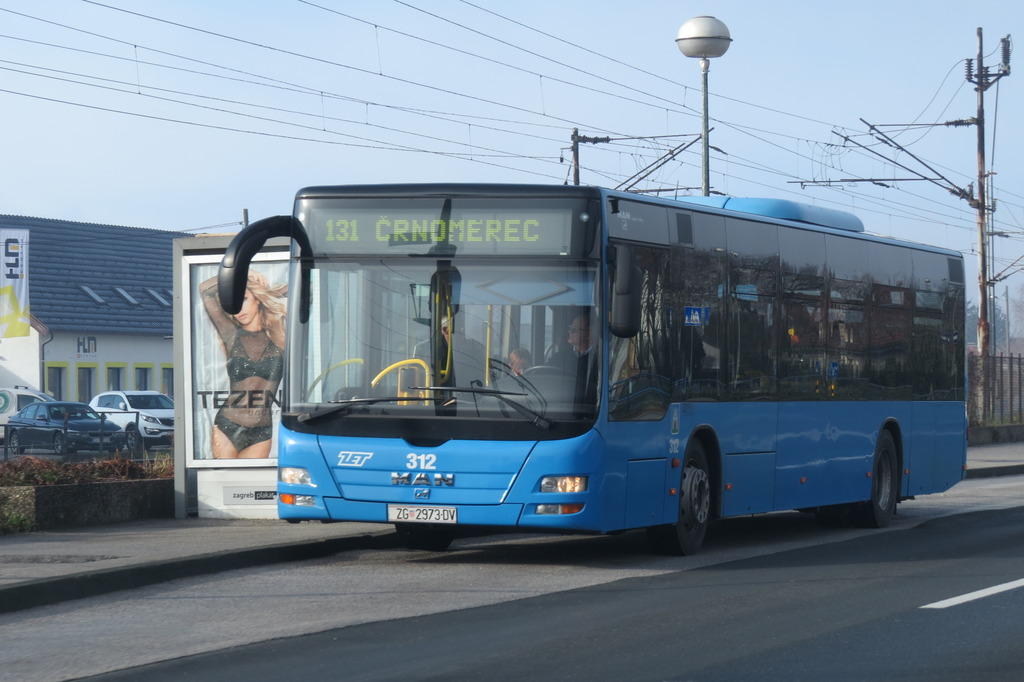
MAN Lion's City
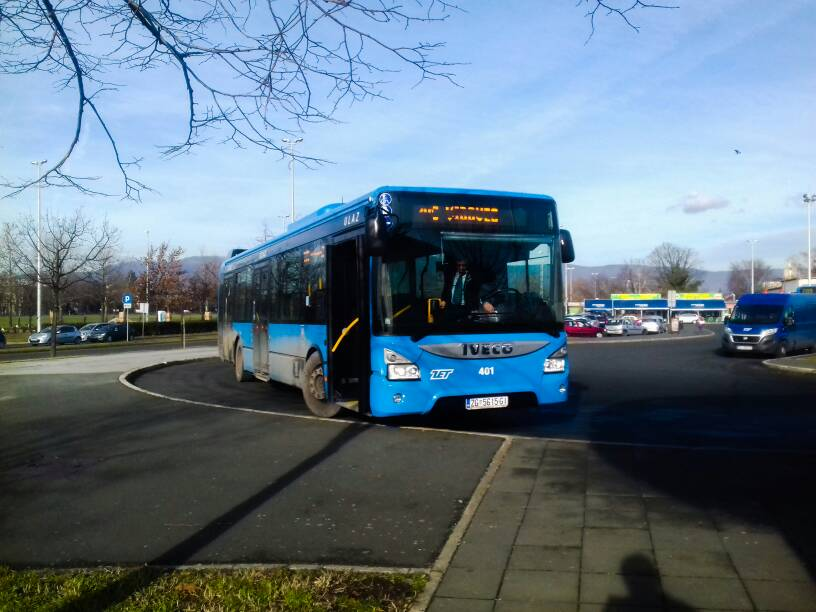
Iveco Urbanway
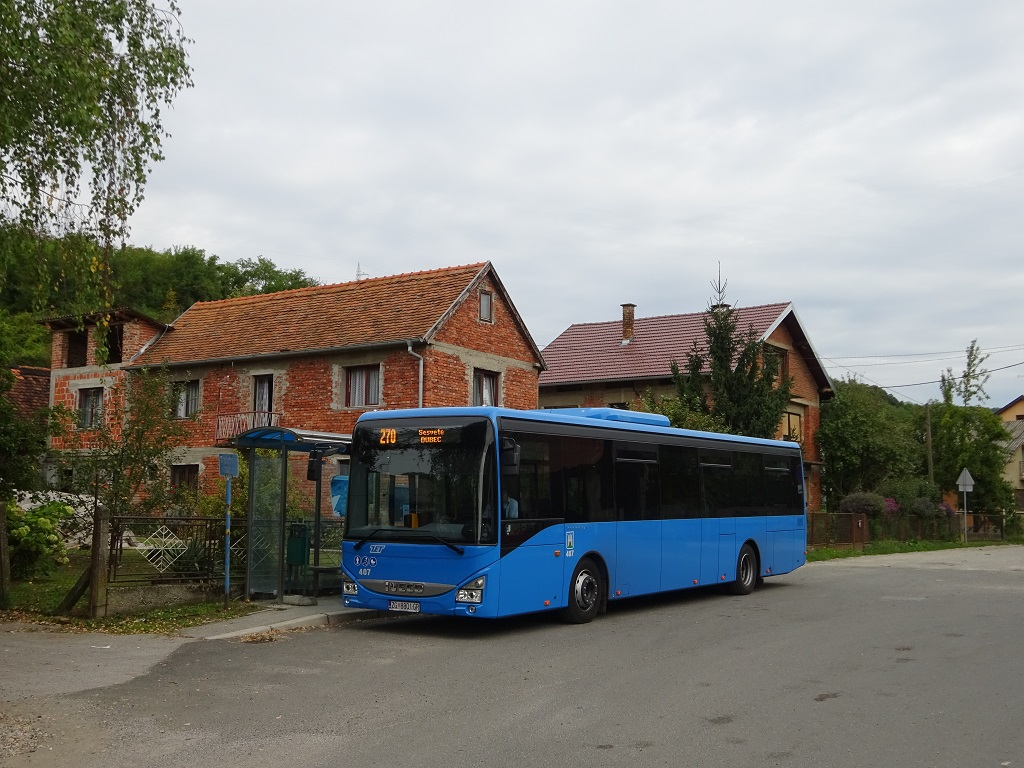
Iveco Crossway
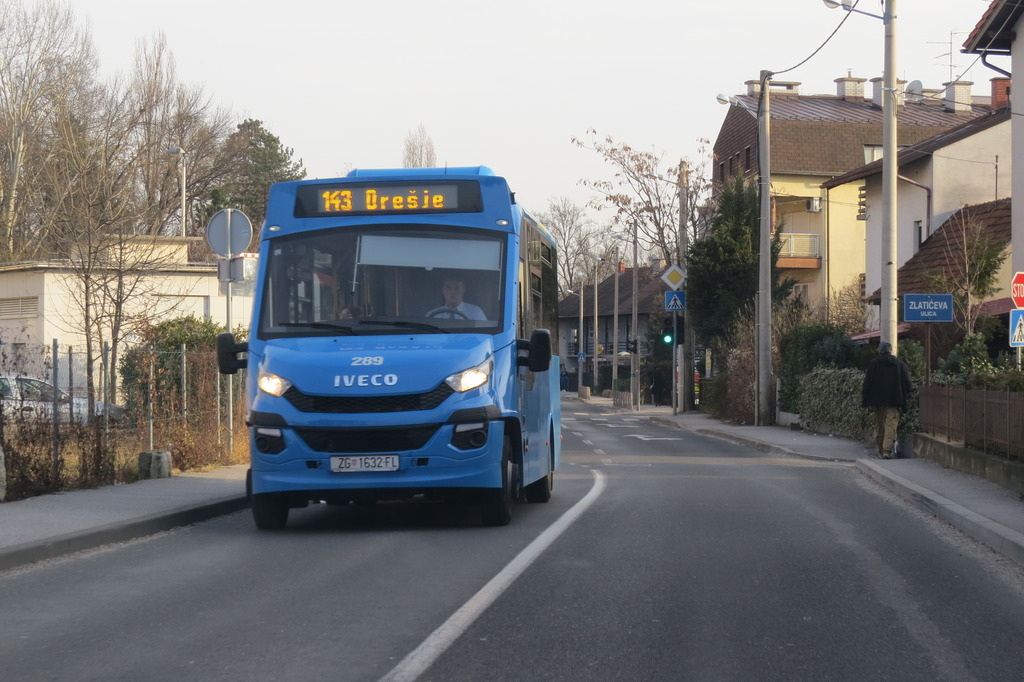
Iveco Daily Minibus
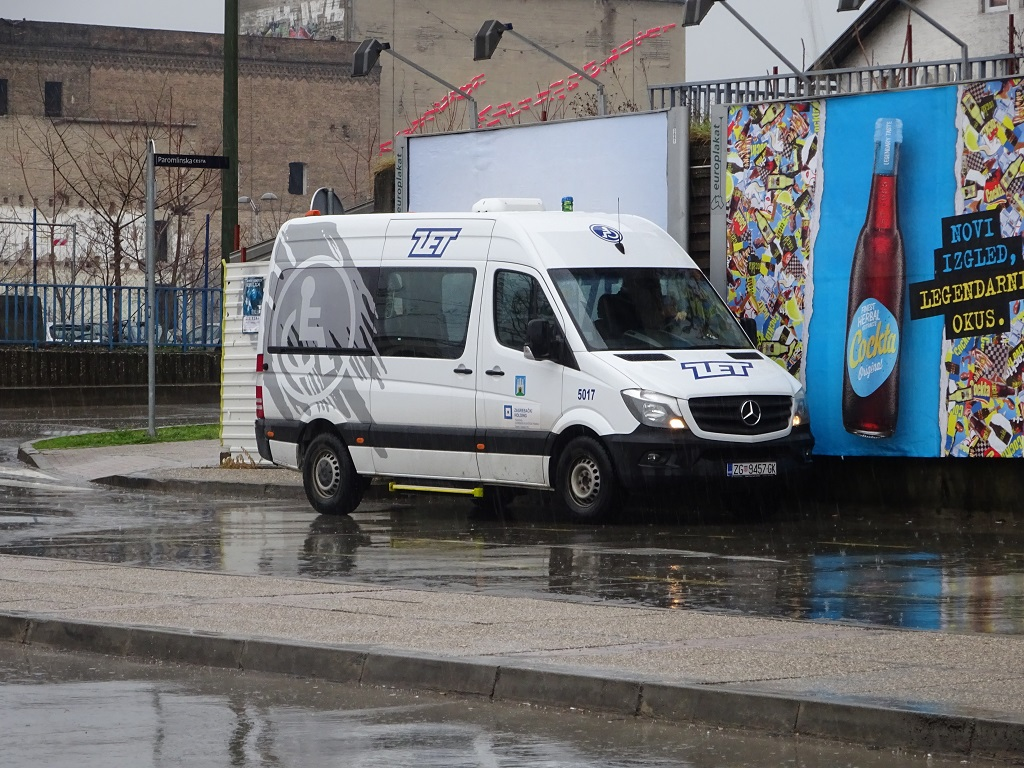
Mercedes Sprinter
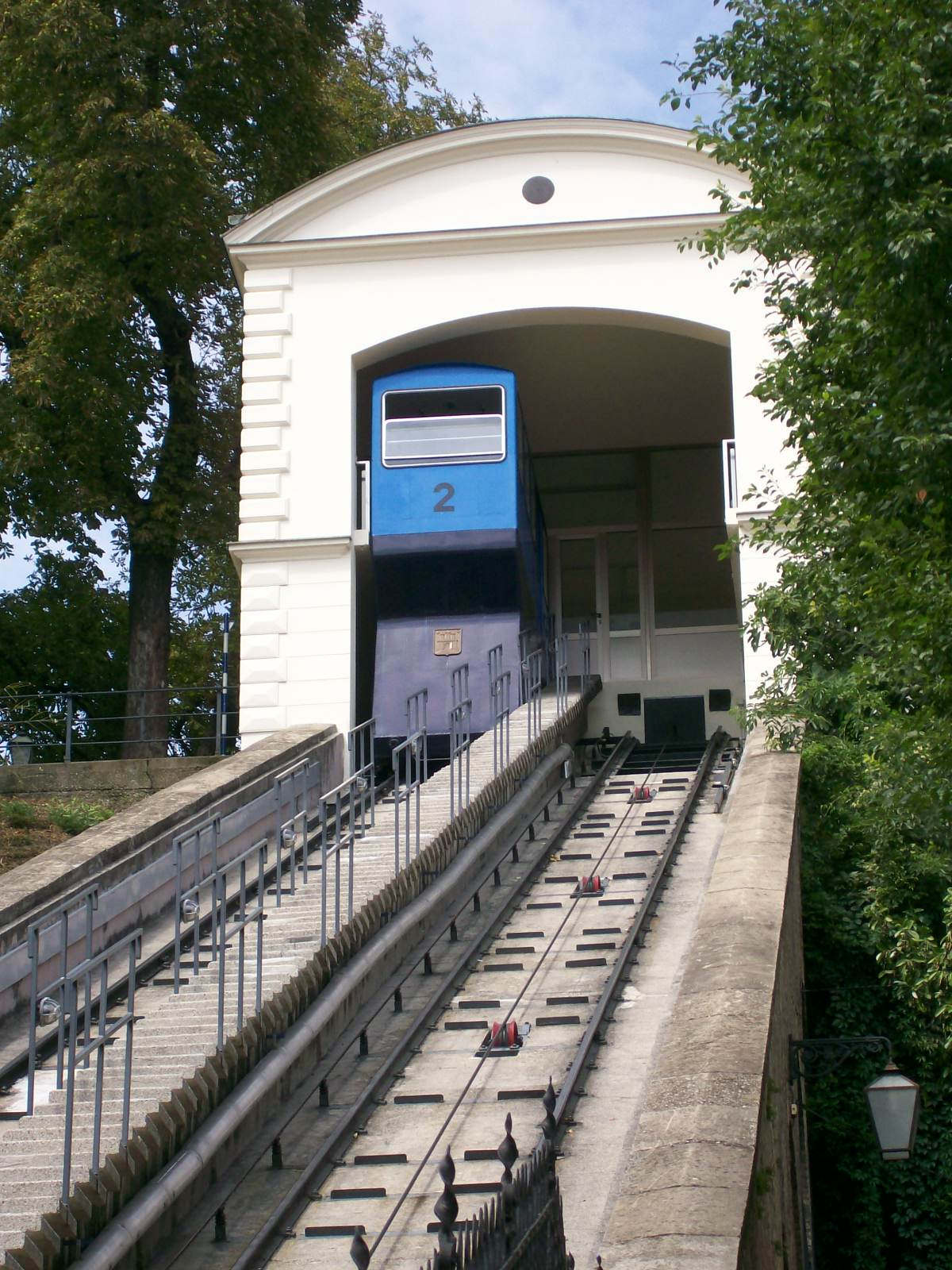
Фунікулер